# Riccardo Muti
Riccardo Muti (Napulj, 28. srpnja 1941.) talijanski je dirigent.

## Životopis[1]
Muti je odrastao u Napulju gdje mu je otac usadio interes za glazbu te mu je financijski pomagao da upiše tečajeve glasovira kod Vincenza Vitalea. Nakon što je završio napuljski konzervatorij San Pietro a Magella upisuje konzervatorij u Milanu. Tamo diplomira dirigiranje i kompoziciju kod Brune Bettinellija i Antonina Votte. Karijera mu počinje 1968. godine kada postaje dirigent na firetinskom opernom festivalu Maggio Musicale Fiorentino gdje ga zapaža Herbert von Karajan koji ga 1971. godine poziva da dirigira na salzburškom opernom festivalu. Iduće godine preuzima vodstvo Londonske filharmonije koju vodi do 1982. godine kada preuzima dirigiranje Filadelfijskim orkestrom kojeg vodi do 1992. Bio je direktor milanske La Scale od 1986. do 2005. koja je u to vrijeme i procvjetala. Trenutno, od siječnja 2010. godine, vodi Čikaški simfonijski orkestar i Omladinski orkestar Luigi Cherubini kojeg je on utemeljio i s kojim je 2006. godine nastupio u Pulskoj areni.

## Vanjske poveznice
- Riccardo Muti na enciklopedija.hr